# Antarctodon
Antarctodon is een geslacht van uitgestorven zoogdieren uit de orde Astrapotheria. Dit dier leefde tijdens het Eoceen in Antarctica. Het geslacht omvat als enige soort A. sobrali.

## Voorkomen
Antarctodon is beschreven aan de hand van een fossiele tand uit de La Meseta-formatie op Seymour-eiland. Destijds was Antarctica nog verbonden met Zuid-Amerika als restant van het voormalige supercontinent Gondwana. De vondst dateert van ongeveer 53 miljoen jaar geleden uit het Laat-Ypresien.

## Kenmerken
Antarctodon was een relatief kleine vorm binnen de Astrapotheria en iets groter dan Trigonostylops. Met een geschat gewicht van 18,5 tot 38 kilogram had Antarctodon het formaat van een hedendaagse witlippekari. 